# Tchads præfekturer
Tchad var inddelt i 14 præfekturer fra 1960, Tchads uafhængighedsår, til 1999, da landet var inddelt i 28 departementer:
En genorganisering i 2002 inddelte landet i 18 nuværende regioner. 
NB : Alfabetisk orden
| Nr. | Præfektur              | Hovedby      | Underpræfektur                          |
| --- | ---------------------- | ------------ | --------------------------------------- |
| 1   | Batha                  | Ati          | Ati, Djedda, Oum Hadjer                 |
| 2   | Biltine                | Biltine      | Am Zoer, Arada, Biltine, Guéréda, Iriba |
| 3   | Bourkou-Ennedi-Tibesti | Faya-Largeau | Borkou, Ennedi, Tibesti                 |
| 4   | Chari-Baguirmi         | N'Djamena    | Bokoro, Bousso, Massakory, N'Djamena    |
| 5   | Guéra                  | Mongo        | Bitkine, Mangalmé, Melfi, Mongo         |
| 6   | Kanem                  | Mao          | Mao, Moussoro, Nokou                    |
| 7   | Lac                    | Bol          | Bol, Ngouri                             |
| 8   | Logone Occidental      | Moundou      | Beinamar, Benoye, Moundou               |
| 9   | Logone Oriental        | Doba         | Baibokoum, Bebedjia,Doba, Goré          |
| 10  | Mayo-Kebbi             | Bongor       | Bongor, Fianga, Gounou Gaya, Léré, Pala |
| 11  | Moyen-Chari            | Sarh         | Koumra, Kyabé, Maro, Moissala, Sarh     |
| 12  | Ouaddaï                | Abéché       | Abéché, Adré, Am Dam, Goz Beida         |
| 13  | Salamat                | Am Timan     | Aboudeia, Am Timan, Haraze Mangueigne   |
| 14  | Tandjilé               | Laï          | Béré, Kélo, Laï                         |